# 北部群岛
北部群岛是對法罗群岛东北部六个岛屿的統稱，也是六个法罗群岛传统地区之一。从西向东这些岛屿分別是卡尔斯岛、昆岛、博罗伊岛、维德岛、斯温岛和富格尔岛。克拉克斯维克是北部群岛最大的定居点。
在1946年法羅群島獨立公投中，有67.3％的北部群岛选民选择支持独立，是法罗群岛所有地区中支持獨立的比例最高的地區。